# Разъезд 114
Разъезд 114 (каз. рзд.114) — разъезд в Тюлькубасском районе Туркестанской области Казахстана. Входит в состав Чакпакского сельского округа. Код КАТО — 516065200.

## Население
В 1999 году население разъезда составляло 258 человек (122 мужчины и 136 женщин). По данным переписи 2009 года, в разъезде проживали 233 человека (113 мужчин и 120 женщин).